# Dálnice A4 (Polsko)

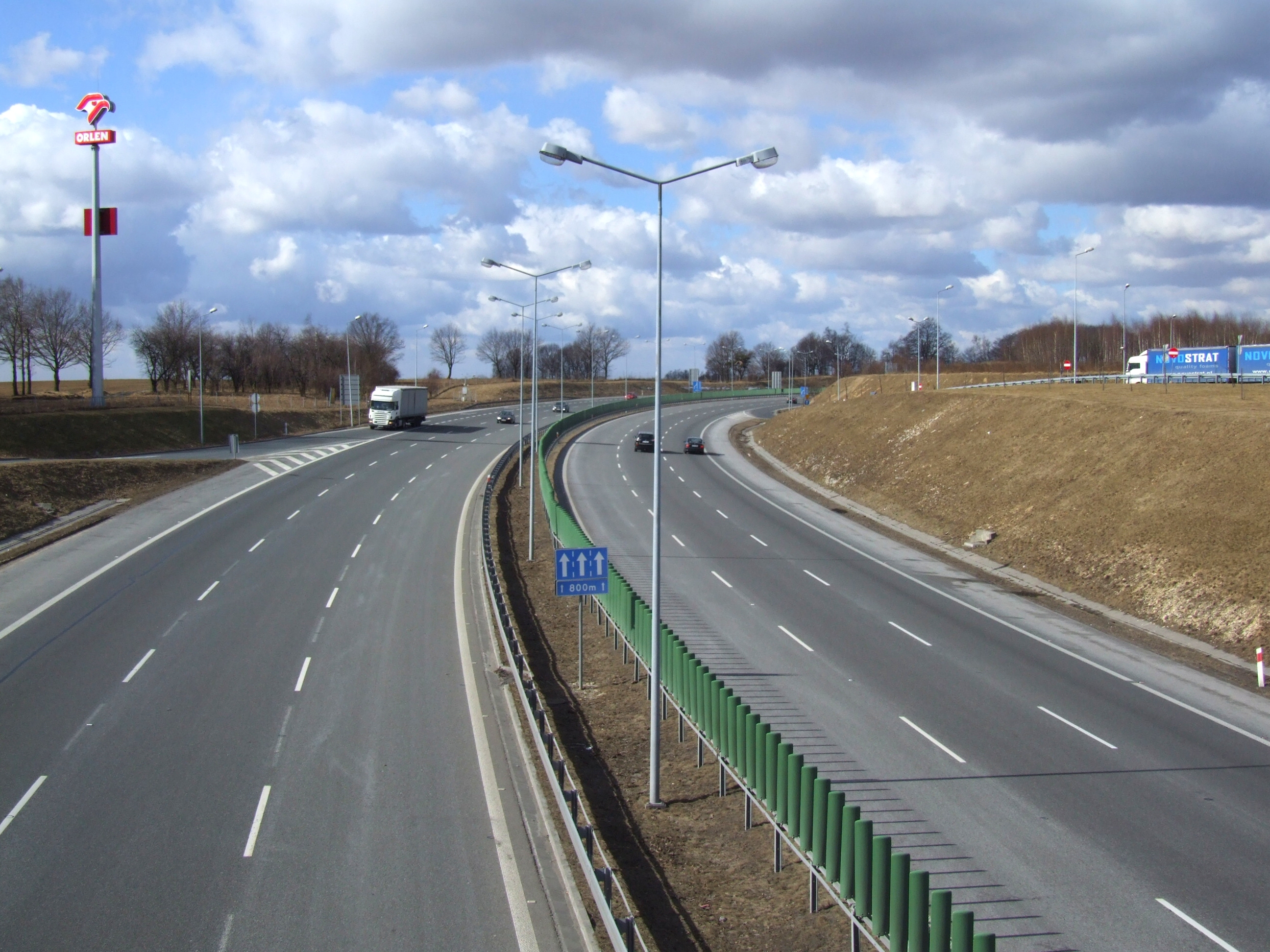
Dálnice A4 vedle vesnice Góra Świętej Anny ve směru na Opolí

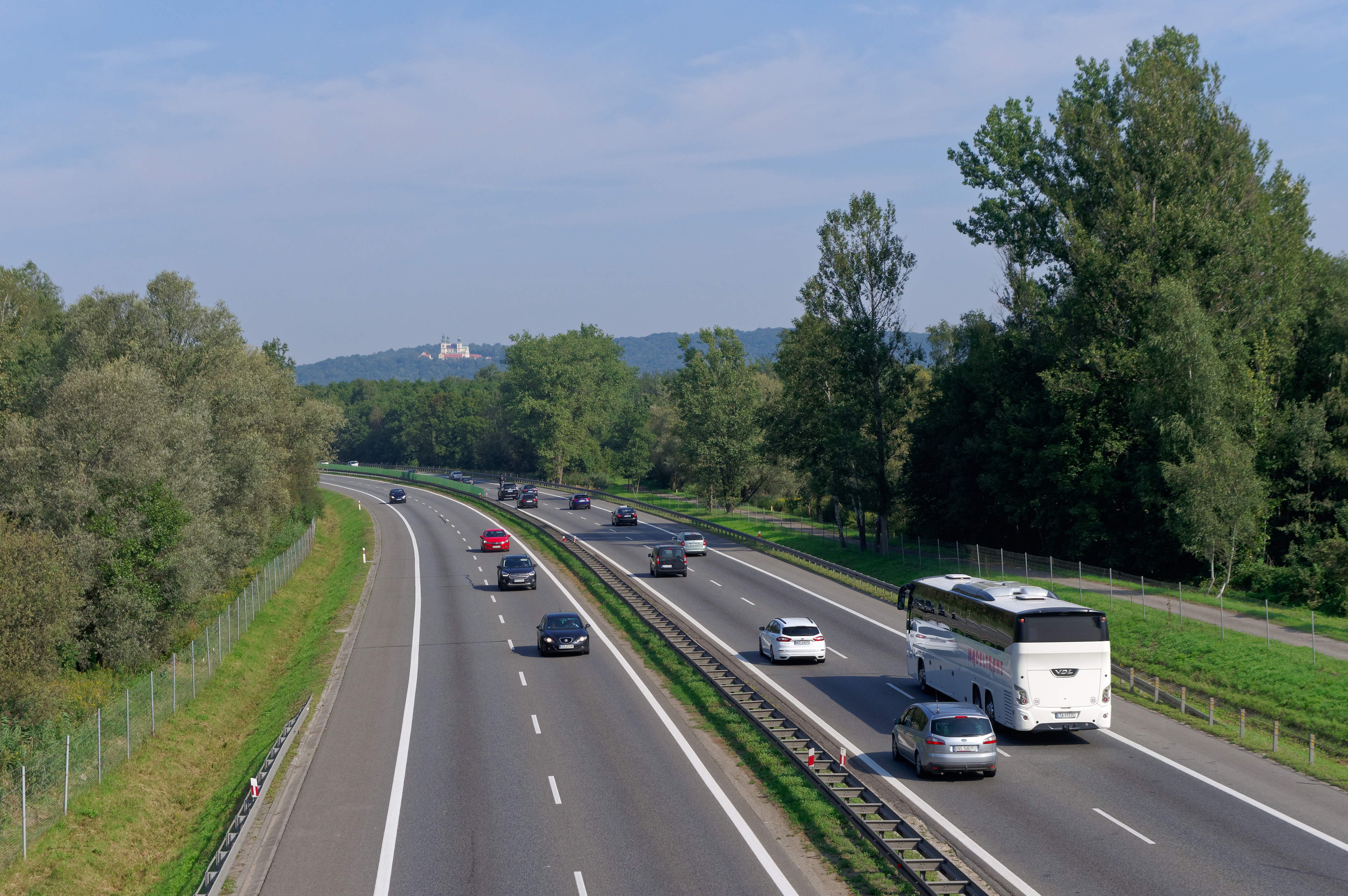
Dálnice A4 v Krakově

Dálnice A4 je nejdelší polská dálnice, vedoucí od západu na východ přes jižní části Polska (podél Sudet a Karpat). Trasa dálnice je vedena od hraničního přechodu Ludwigsdorf / Jędrzychowice (napojení na německou dálnici A4) přes Vratislav, Katovice, Krakov a Řešov na hraniční přechod Korczowa / Krakovec, kde navazuje na ukrajinskou dálnici M10. Je po ní vedena evropská silnice E40, v úseku Mysłowice - Balice je součástí evropské silnice E462. Prochází dolnoslezským, opolským, slezským, malopolským a podkarpatským vojvodství.

## Přehled úseků
| Úsek                                                                                                  | Délka    | Uvedení do provozu | Poznámky                                                                               |
| --- | -------- | ------------------ | -------------------------------------------------------------------------------------- |
| Jędrzychowice (hranice D/PL) – Zhořelec                                                               | 1,7 km   | 1996               |                                                                                        |
| Zhořelec - Wykroty - Krzyżowa                                                                         | 49,7 km  | 2009               |                                                                                        |
| Krzyżowa – Krzywa – Legnica – Wrocław Bielany                                                         | 99 km    | 1936 - 1937        | povrch byl modernizovaný v roce 2006, bez odstavných pruhů (rychlostní limit 110 km/h) |
| Vratislav Bielany - Owczary - Przylesie - Strzelce Opolskie - Gliwice Kleszczów                       | 143 km   | 2003               | úsek byl postavený před rokem 1945 v polovičním profilu                                |
| Gliwice Kleszczów – Gliwice Sośnica ( křižovatka s dálnicí A1) – Chorzów Batory – Katowice Murckowska | 43 km    | 2005               |                                                                                        |
| Katowice Murckowska – Mysłowice – Jaworzno Byczyna – Chrzanów – Balice                                | 62 km    | 1996               |                                                                                        |
| Obchvat Krakova (Balice – Tyniecka – Sidzina – Opatkowice – Wielicka)                                 | 24 km    | 2003               |                                                                                        |
| Kraków Wielicka – Targowisko                                                                          | 19,9 km  | 2009               |                                                                                        |
| Targowisko – Bochnia – Brzesko – Tarnów Północ                                                        | 56,8 km  | 2012               |                                                                                        |
| Tarnów Północ – Dębica Wschód                                                                         | 34,8 km  | 2014               |                                                                                        |
| Dębica Wschód – Rzeszów Zachód                                                                        | 32,75 km | 2013               |                                                                                        |
| Rzeszów Zachód – Rzeszów Północ                                                                       | 4 km     | 2013               |                                                                                        |
| Rzeszów Północ – Rzeszów Wschód                                                                       | 6,9 km   | 2012               |                                                                                        |
| Rzeszów Wschód – Jarosław Zachód                                                                      | 41,2 km  | 2016               |                                                                                        |
| Jarosław Zachód – Jarosław Wschód                                                                     | 7 km     | 2013               |                                                                                        |
| Jarosław Wschód – Przemyśl                                                                            | 25 km    | 2013               |                                                                                        |
| Przemyśl – Korczowa (hranice PL/UA)                                                                   | 22 km    | 2013               |                                                                                        |

## Připravované projekty
Prvním projektem je rozšíření dálnice na 3 pruhy v každém směru z Vratislavi až na dálniční křižovatku Krzyzowa. Plánované zahájení výstavby je v roce 2028. Druhým projektem je rozšíření obchvatu Krakova na 3 pruhy v každém směru. Plánované zahájení stavby je po dokončení severní části obchvatu Krakova.

## Křižovatky s dálnicemi a rychlostními silnicemi
| Exit            | Seznam silnic, které se zde křižují | Schéma | Uvedeno do provozu |
| --------------- | ----------------------------------- | ------ | ------------------ |
| Krzyżowa        | A18                                 |        | 2009               |
| Lehnice jih     | S3                                  |        | 2018               |
| Vratislav jih   | A8, S8, DK5                         |        | 2011               |
| Gliwice Sośnica | A1, DK44                            |        | 2005               |
| Brzęczkowice    | S1                                  |        | 2000               |
| Balice I.       | S52, DK7                            |        | 1986               |
| Krakov Bieżanów | S7                                  |        | 2010               |
| Řešov západ     | S19                                 |        | 2013               |
| Řešov východ    | S19, DK97                           |        | 2012               |